# Калиновські гербу Калинова

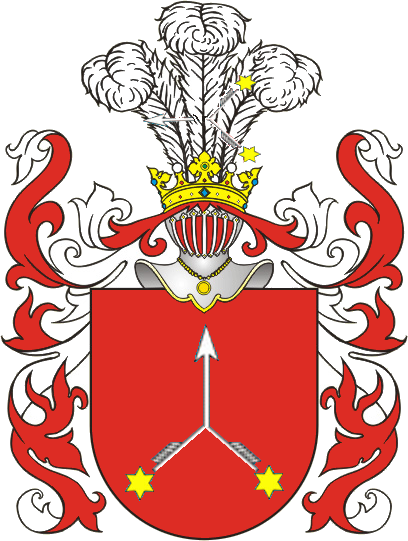
Герб Калинова

Калино́вські гербу Калинова (пол. Kalinowscy, Kalinowski) — спольщений руський шляхетський магнатський рід. Представлений у Подільському і Брацлавському воєводствах.

## Історія
Історія Калиновських була безпосередньо пов'язана з Поділлям і Брацлавщиною протягом майже 200 років. Володіли значними територіями. Представники цього роду брали діяльну участь на боці Корони у військових кампаніях Визвольної війни 1648—1654 років. У той самий час Калиновські приклали неабиякі зусилля задля укріплення південних кордонів Брацлавського воєводства на початку XVII століття, будівництва нових міст та замків, спорудження монастирів-кляшторів та багато іншого.
На Поділлі Калиновські заявили про себе в середині XVI століття, коли брати Кшиштоф, Ян, Марцін придбали маєтки поблизу Кам'янця. Наймолодший з них, Марцін Калиновський (старший) — «дідич Нефедовців і Гумінців» — став засновником гетьманської лінії Калиновських. Невдовзі Калиновські з'являються на Брацлавщині.
У 1590–1596 роках Марцін Калиновський став власником значних територій на лівому узбережжі Дністра, перетворився у найбільшого землевласника Східного Поділля.
Його син Валентій Александр 1604 року отримав посади старости вінницького, брацлавського; пробув понад 9 років, розвинув при цьому бурхливу діяльність. Найперше Валентій Александр Калиновський відібрав у вінницьких міщан всі права на міські землі, перетворив їх землі на старостинську власність. Після пожежі у вінницькому замку В. А. Калиновський власним коштом будує новий замок і палац на острові Кемпа. За свідченням сучасників, палац вражав пишнотою та багатством і являв собою справжню прикрасу міста. У 1611 році В. А. Калиновський запросив до Вінниці отців-єзуїтів з Кам'янецького колегіуму, які досить оперативно вибудували свій монастир і розпочали місіонерську діяльність — боротьбу проти православ'я. У 1609 році згідно з рішенням сейму В. А. Калиновський придбав величезну безлюдну територію на сході Брацлавського воєводства — «пустелю Умань». В. А. Калиновський брав участь у багатьох битвах з ординцями, одержав за хоробрість уряд «генерала землі подільської». У 1620 році в битві з турецькою армією при Цецорі Валентій Александр Калиновський і син Войцех загинули. Решта синів — Адам, Єжи та Марцін — розділили родові землі між собою:
- Адаму дістались Нестервар (нині - Тульчин), Адамгород (нині - Тростянець) та Краснопілля (нині - Кирнасівка),
- Єжи став власником Немирова та Могилева,
- Марцін одержав фамільний замок у Гусятині.

Після Хмельниччини рід Калиновських деякий час ще мав вплив на Поділлі та Брацлавщині, проте невдовзі багатства Калиновських перейшли до інших рук (головним чином — до Потоцьких). Це ознаменувало втрату Калиновськими колишньої могутности, політичного авторитету.
Рід Калиновських був споріднений з князями Корецькими, шляхтичами Струсями, Потоцькими, Варшицкими (імовірно), Оссоліньскими, Лянцкороньскими, Зебжидовськими, Морштинами, Щавіньскими, іншими родами.

## Представники
- Анджей (Єнджей) (1465–1531) — засновник роду, загинув у битві під Обертином.

1. Адріан
2. Ян — дідич Дятьківців та Кам'янки в Галицькій землі
  1. Ян — військовик
    1. Гелена — дружина ротмістра Миколая Потоцького (син Миколая Потоцького), потім — Прусіновського

  2. Марцін
    1. Валентій Александр Калиновський (? — 1620) — староста генеральний подільський.
      1. Адам, дружина Кристина Струсь
      2. Єжи, дружина Анна з Варшицких[1]
      3. Марцін Калиновський (1605–1652) — син Валентія Александра, гетьман польний коронний, чернігівський воєвода
        1. Самуель Єжи Каліновскі

  3. Кшиштоф, ж. — Малґожата Сіверська
    1. Ян Бартоломій, ж. — Софія Вяжбойська
      1. Ганна, — Адам Злачовський
      2. Катажина, — Ян Блажовський
      3. Маріана, — Кевліч
      4. Ева, м. — Каменецький

    2. Валентій (? — 1622), войський галицький, др. — Ева Дважицька
      1. дочка, — Бабінські
      2. Барбара, — Ян Черміньський гербу Рамульт[2]
      3. Зоф'я — Васильківський
      4. Ганна, — Жиравський
      5. дочка, — Вітвіцький
      6. Ян, мечник брацлавські в 1633
      7. Якуб, войський червоногородський 1635, дружина — Ядвига Сметанка
        1. Ганна, м. — Сіверський
        2. Валентій Ян, ж. — Є. Бидловська
          1. Кляра, чоловік — Павел Хамц
          2. Марцін — каштелян Кам'янця-Подільського, ж. — Ганна Катажина Тарновська
            1. Людвік, староста вінницький

          3. Александер — підчаший галицький, дружина — Стшемеська
          4. Антоній — 5-й син Валентія Яна, чесник галицький, дружина — Ґідзіньська (Ґє(е)ровська)

Також:
- Іґнацій — чесник галицький, староста лелювський, член Галицького станового сейму, син ротмістра Валентія Юзефа (помер 1728) та вдови Анджея Фірлея Анни Лянцкоронської; діти:
  - Северин Ксаверій — граф (1818 р., надав цісар Франц І, член Галицького станового сейму[3]
- Ян — дідич Турки